# Dryomys laniger
Dryomys laniger és una espècie de mamífer rosegador esciüromorf de la família Gliridae. És endèmic de Turquia.

## Distribució
La distribució de Dryomys laniger està restringida del sud-oest a l'est d'Anatòlia, al llarg de la serralada de les Muntanyes del Taure. Se'l troba per sobre dels 1.500 metres.

## Hàbitat
Dryomys laniger viu en ubicacions alpines rocoses o pedregoses. En el sud-oest de la seva àrea de distribució, se'l troba en àrees rocoses envoltades de cedres, juniperus, xiprers, avets i roures.